# Gaia14aaa
Gaia14aaa е свръхнова тип Ia открита през 2014 г. от безпилотен космически апарат Gaia. Тя е първата супернова открита от този космически апарат.
Чрез наблюдение в спектърът на електромагнитни вълни на обект в спектрална линия на желязо и други химични елементи, които се срещат в експлозии на свръхнови, както и данни, удостоверяващи, че синята част на спектъра е по-ярка, отколкото червена, е установено, че свръхнова е тип Ia, тоест преди избухването е двойна звезда, съставен от бяло джудже и от звезда по-лека от него.
Gaia14aaa се намира извън центъра на галактиката, което предполага, че тя не е свързана с нейната черна дупка, които е в центъра на галактиката.